# إدوارد ليفاندوفسكي
إدوارد ليفاندوفسكي (بالألمانية: Eduard Lewandowski) (و. 1980  م) هو لاعب هوكي الجليد، من ألمانيا، ولد في كراسنوتوريينسك، شارك في الألعاب الأولمبية الشتوية 2006، يلعب كمهاجم ‏.

## روابط خارجية
- إدوارد ليفاندوفسكي على موقع دوري الهوكي الوطني (الإنجليزية)
- إدوارد ليفاندوفسكي على موقع دوري الهوكي للقارات (الإنجليزية)
- إدوارد ليفاندوفسكي على موقع EliteProspects.com (الإنجليزية)
- إدوارد ليفاندوفسكي على موقع Eurohockey.com (الإنجليزية)
- إدوارد ليفاندوفسكي على موقع HockeyDB.com (الإنجليزية)
- إدوارد ليفاندوفسكي على موقع أوليمبيديا (الإنجليزية)